# Mistrovství světa v inline hokeji juniorek 2013
Mistrovství světa v inline hokeji juniorek 2013 bylo 1. oficiální mistrovství této kategorie. Neoficiální mistrovství se pořádala od roku 2010. Šampionátu se zúčastnilo šest týmů. Turnaj se konal v americkém Anaheimu. Společně s tímto turnajem probíhalo i Mistrovství světa v inline hokeji juniorů 2013. Konalo se od 7. do 13. července. Stejně jako při neoficiálních mistrovstvích světa i při oficiálním zvítězil tým USA.

## Stadiony
| Anaheim                                                                                                  |
| Honda center Kapacita: 17 174                                                                            |
| Honda center                                                                                             |
| Finále a boje o třetí místo se hrávaly na jiném malém stadionu. Ostatní zápasy s hrávaly v Honda center. |

## Základní skupina
V základní skupině se hrálo každý s každým.

### Tabulka
| Tým         | Z | V | R | P | GV | GI | +/- | B  |
| ----------- | - | - | - | - | -- | -- | --- | -- |
| USA         | 5 | 5 | 0 | 0 | 23 | 7  | +16 | 15 |
| Kanada      | 5 | 4 | 0 | 1 | 13 | 6  | +7  | 12 |
| Kolumbie    | 5 | 2 | 1 | 2 | 10 | 10 | 0   | 7  |
| Austrálie   | 5 | 1 | 1 | 3 | 5  | 13 | -8  | 4  |
| Nový Zéland | 5 | 1 | 1 | 3 | 5  | 6  | -1  | 4  |
| Mexiko      | 5 | 0 | 1 | 4 | 3  | 20 | -17 | 1  |

### Zápasy
| 8. července 2013 10:15AM EST | USA | 9:1 (4-0, 5-1) | Mexiko | Honda center, Anaheim |  |

| Report |

| 8. července 2013 1:15PM EST | Kolumbie | 2:2 (0-1, 2-1) | Nový Zéland | Huntington beach, Anaheim |  |

| Report |

| 8. července 2013 2:45PM EST | Kanada | 4:2 (2-1, 2-1) | Austrálie | Huntington beach, Anaheim |  |

| Report |

| 9. července 2013 1:15PM EST | Mexiko | 1:6 (1-2, 0-4) | Kanada | Honda center, Anaheim |  |

| Report |

| 9. července 2013 2:45PM EST | Nový Zéland | 1:2 (0-1, 1-1) | USA | Honda center, Anaheim |  |

| Report |

| 9. července 2013 4:15PM EST | Austrálie | 0:3 (0-2, 0-1) | Kolumbie | Huntington beach, Anaheim |  |

| Report |

| 10. července 2013 1:15PM EST | Nový Zéland | 2:0 (1-0, 1-0) | Mexiko | Huntington beach, Anaheim |  |

| Report |

| 10. července 2013 4:15PM EST | USA | 5:1 (3-0, 2-1) | Austrálie | Honda center, Anaheim |  |

| Report |

| 10. července 2013 4:15PM EST | Kolumbie | 0:1 (0-1, 0-0) | Kanada | Huntington beach, Anaheim |  |

| Report |

| 11. července 2013 2:45PM EST | USA | 4:3 (2-1, 2-2) | Kolumbie | Honda center, Anaheim |  |

| Report |

| 11. července 2013 2:45PM EST | Mexiko | 1:1 (1-1, 0-0) | Austrálie | Huntington beach, Anaheim |  |

| Report |

| 11. července 2013 4:15PM EST | Nový Zéland | 0:1 (0-1, 0-0) | Kanada | Huntington beach, Anaheim |  |

| Report |

| 12. července 2013 8:45AM EST | Austrálie | 1:0 (0-0, 0-1) | Nový Zéland | Honda center, Anaheim |  |

| Report |

| 12. července 2013 10:15AM EST | Mexiko | 0:2 (0-2, 0-0) | Kolumbie | Honda center, Anaheim |  |

| Report |

| 12. července 2013 8:45PM EST | Kanada | 1:3 (0-2, 1-1) | USA | Honda center, Anaheim |  |

| Report |

## Finální část turnaje
Ve finální části se vycházelo ze základní tabulky, 1. a 2. tým v tabulce bojoval o zlato, 3. a 4. o bronz a 5. a 6. o páté místo. Austrálie skončila ve skupině čtvrtá díky porážce Nového Zélandu.

### O 5. místo
| 13. července 2013 11:45AM EST | Mexiko | 0:3 (0-1, 0-2) | Nový Zéland | Huntington beach, Anaheim |  |

| Report |

### O 3. místo
| 13. července 2013 1:15PM EST | Austrálie | 6:4 (4-2, 2-2) | Kolumbie | Huntington beach, Anaheim |  |

| Report |

### Finále
| 13. července 2013 2:45PM EST | Kanada | 2:3 (2-1, 0-2) | USA | Huntington beach, Anaheim |  |

| Report |

## Konečné pořadí týmů
| Místo            | Tým         |
| ---------------- | ----------- |
| Zlatá medaile    | USA         |
| Stříbrná medaile | Kanada      |
| Bronzová medaile | Austrálie   |
| 4.               | Kolumbie    |
| 5.               | Nový Zéland |
| 6.               | Mexiko      |